# Matt Doran
Matthew James Doran, detto Matt (Sydney, 30 marzo 1976), è un attore australiano.

## Filmografia parziale

### Cinema
- Lilian's Story, regia di Jerzy Domaradzki (1996)
- La sottile linea rossa (The Thin Red Line), regia di Terrence Malick (1998)
- Matrix (The Matrix), regia di Andy e Larry Wachowski (1999)
- Star Wars: Episodio II - L'attacco dei cloni (Star Wars: Episode II - Attack of the Clones), regia di George Lucas (2002)
- The Great Raid - Un pugno di eroi (The Great Raid), regia di John Dahl (2005)
- Macbeth - La tragedia dell'ambizione (Macbeth), regia di Geoffrey Wright (2006)
- The Plex, regia di Tim Boyle (2008)
- La battaglia dei dannati (Battle of the Damned), regia di Christopher Hatton (2013)
- Trafficked, regia di Will Wallace (2017)
- La battaglia di Long Tan (Danger Close: The Battle of Long Tan), regia di Kriv Stenders (2019)

### Televisione
- Home and Away - 421 episodi (1991-1996)
- Love Is a Four-Letter Word - 26 episodi (2001)
- Always Greener - 7 episodi (2001-2002)
- All Saints - 4 episodi (1998-2008)
- The Jesters - 2 episodi (2011)

## Doppiatori italiani
Nelle versioni in italiano delle opere in cui ha recitato, Matt Doran è stato doppiato da:
- Nanni Baldini in Matrix
- Alessio Puccio in La battaglia dei dannati
- Davide Albano in La battaglia di Long Tan
- Stefano Brusa in Macbeth - La tragedia dell'ambizione